# Léon Foucault
Jean Bernard Léon Foucault (các sách vật lý tiếng Việt thường ghi là Phu-cô) (18 tháng 9 năm 1819 - 11 tháng 2 năm 1868) là nhà vật lý học người Pháp. Ông là người đã phát minh ra con lắc Foucault - thiết bị chứng tỏ Trái Đất đang tự quay quanh trục của nó. Ông cũng thực hiện các đo đạc ban đầu về tốc độ ánh sáng và khám phá ra dòng điện Foucault. Tên tuổi của ông cũng gắn với con quay hồi chuyển mặc dù ông không phải là người phát minh ra thiết bị này.

## Thời trẻ
Foucault sinh ra tại Paris, là con trai của một người làm nghề xuất bản. Ông chủ yếu học ở nhà, sau đó có thời gian theo học y khoa nhưng đã bỏ ngang để theo đuổi niềm đam mê vật lý học do ông mắc chứng sợ máu. Lúc đầu, ông hướng sự tập trung vào việc cải thiện quy trình chụp ảnh của Louis Daguerre. Ông làm trợ lý thí nghiệm của Alfred Donné trong các bài giảng về giải phẫu học hiển vi trong vòng ba năm.
Ông cùng A. H. L. Fizeau thực hiện một chuỗi các khám phá về mật độ ánh sáng của Mặt Trời và so sánh nó với mật độ cacbon trong đèn hồ quang điện và mật độ calci oxide trong đèn hàn ôxi-hiđrô, về sự giao thoa tia hồng ngoại và về sự phân cực màu sắc của ánh sáng.

## Những năm trung niên
Năm 1850, ông thí nghiệm dùng dụng cụ Fizeau–Foucault để đo tốc độ ánh sáng; về sau thí nghiệm này được gọi là thí nghiệm Fizeau–Foucault. Việc chứng minh rằng tốc độ ánh sáng trong môi trường nước thấp hơn nhiều so với tốc độ ánh sáng trong môi trường không khí đã đặt dấu chấm hết cho thuyết hạt ánh sáng của Isaac Newton.
Năm 1851, ông cung cấp bằng chứng thực nghiệm cho thấy rằng Trái Đất tự quay quanh trục của mình (xem chuyển động hàng ngày). Từ mái Điện Panthéon ở Paris, ông treo một quả cầu và tác động lực ban đầu khiến nó dao động; đầu kim gắn trên quả cầu vẽ vòng tròn trên cát ẩm ở mặt đất phía dưới, để lại những vệt của đường đi khác nhau sau mỗi chu kỳ chuyển động chậm chạp. Quỹ đạo này đã cho thấy rằng Trái Đất quay tròn xung quanh trục của nó. Thí nghiệm "Con lắc Foucault" gây ấn tượng cho cả giới trí thức và giới bình dân; khắp các thành phố lớn ở châu Âu và châu Mỹ diễn ra các thí nghiệm về con lắc này và thu hút đám đông theo dõi. Năm 1852, ông dùng khái niệm "Con quay hồi chuyển" để gọi bằng chứng thực nghiệm này. Năm 1855, ông nhận Huy chương Copley của Hội Hoàng gia Luân Đôn cho các nghiên cứu thực nghiệm hết sức nổi bật của mình. Trước đó, vào khoảng đầu năm 1855, ông cũng được đài quan sát hoàng gia ở Paris công nhận là physicien (nhà vật lý).
Tháng 9 năm 1855, ông phát hiện ra rằng cần nhiều lực hơn để khiến một đĩa đồng quay quanh trục nếu mép của đĩa này nằm giữa các cực của một nam châm (nằm trong từ trường), đồng thời đĩa bị dòng điện Foucault sinh ra nung nóng.

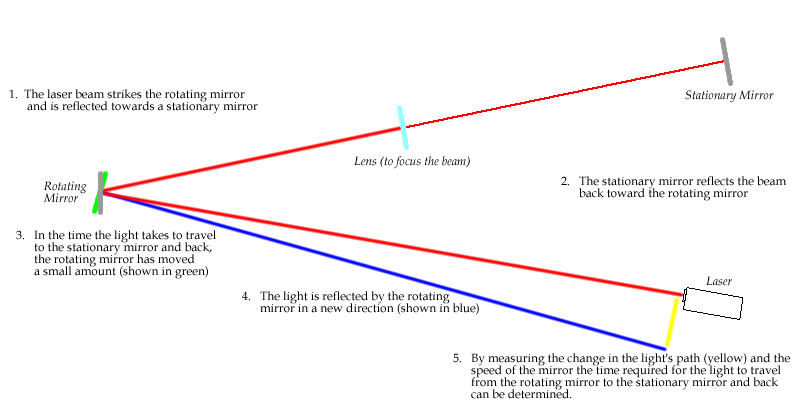
Biểu đồ các giá trị tốc độ ánh sáng đo bằng phương pháp gương xoay của Foucault với nguồn sáng là nguồn phát tia laser hiện đại

Năm 1857, Foucault phát minh ra kính phân cực mang tên ông. Những năm sau đó ông sáng chế ra phương pháp thử nghiệm gương trong kính viễn vọng phản xạ để xác định hình dạng của gương đó. "Kiểm định lưỡi dao Foucault" này cho phép người ta xác định xem liệu bề mặt một gương cầu là cầu hoàn hảo hay không. Trước khi Foucault công bố phát minh này thì việc kiểm định bề mặt gương phản xạ trong kính viễn vọng vẫn chỉ là "khi được khi không".
Năm 1862, Foucault dùng thiết bị gương xoay của Charles Wheatstone và xác định được tốc độ ánh sáng là 298.000 km/s, thấp hơn 10.000 km/s so với giá trị đo được trong các thí nghiệm trước đó và chỉ sai lệch 0,6% so với giá trị hiện đại.

## Những năm về sau
Sau năm đó, Foucault trở thành thành viên của Cục Kinh độ (Bureau des Longitudes). Năm 1864, ông trở thành hội viên Hội Hoàng gia Luân Đôn và sang năm 1865 thì trở thành thành viên ban cơ khí của hội. Năm 1865, ông cho ra các bài viết về việc sửa đổi máy điều tốc của James Watt. Cũng trong năm đó (Compt. Rend. lxiii.) ông chỉ ra rằng chỉ cần gắn một tấm phim mỏng bằng bạc trong suốt bên ngoài kính viễn vọng thì có thể quan sát Mặt Trời mà không làm hại mắt. Lúc gần cuối đời, ông quay về với tôn giáo cũ là Công giáo La Mã.

## Qua đời và vinh danh

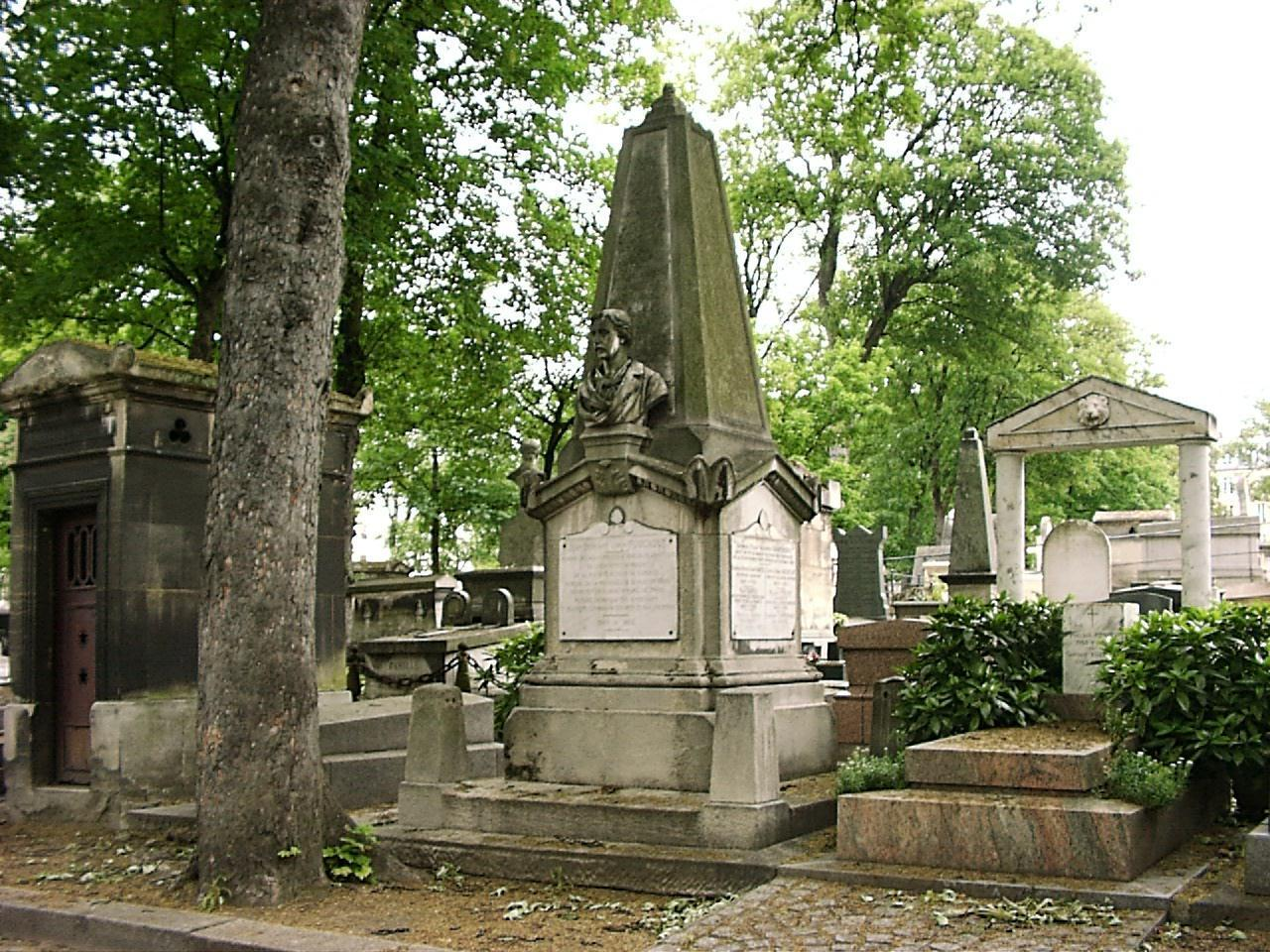
Mộ phần của Jean Bernard Léon Foucault ở Nghĩa trang Montmartre

Foucault qua đời do chứng đa xơ cứng tiến triển nhanh. vào ngày 11 tháng 2 năm 1868 tại Paris. Ông được chôn cất tại Nghĩa trang Montmartre.
Tiểu hành tinh 5668 Foucault được đặt theo họ của Foucalt. Tên ông cũng nằm trong danh sách 72 nhân vật được ghi tên trên tháp Eiffel.